# Дрез, Карл
Барон Карл Дрез (полное имя — нем. Karl Friedrich Christian Ludwig Freiherr Drais von Sauerbronn; Карл Фридрих Кристиан Людвиг фрайхерр Драйз фон Зауерброн) (29 апреля 1785, Карлсруэ, — 10 декабря 1851, там же) — немецкий изобретатель. К его изобретениям относятся велосипед, пишущая машинка, мясорубка.

## Биография
В 1803—1805 годах изучал архитектуру, физику и сельское хозяйство в Гейдельбергском университете, основанном курфюрстом Пфальца Рупрехтом I.
В 1817 году создал первый самокат, который он назвал «машиной для ходьбы». В настоящее время подобная конструкция получила название «беговел». Самокат был снабжён седлом и рулём. Изобретение Дреза назвали в его честь дрезиной, и слово «дрезина» поныне осталось в русском языке.
В 1818 году он получил патент на это изобретение.
В 1821 году участвовал в бразильской экспедиции группы Лангсдорфа.